# Busto Vela
Busto Vela (en asturiano y oficialmente: Gustevela) es una aldea que pertenece a la parroquia de Zardón en el concejo de Cangas de Onís (Principado de Asturias). Se encuentra a 397 m s. n. m. y está situada a 16 km de la capital del concejo, la ciudad de Cangas de Onís. 

## Población
En 2020 contaba con una población de 10 habitantes (INE, 2020).